# Stigmella pyramidata
Stigmella pyramidata is een vlinder uit de familie dwergmineermotten (Nepticulidae). De wetenschappelijke naam van deze soort werd voor het eerst geldig gepubliceerd in 2020 door Diškus en Navickaitė.